# 沙田至中環線
沙田至中環線（さでんしちゅうかんせん、略称 : 沙中線）は、香港の新界沙田と香港島を結ぶ香港MTRの運行系統である。

## 路線

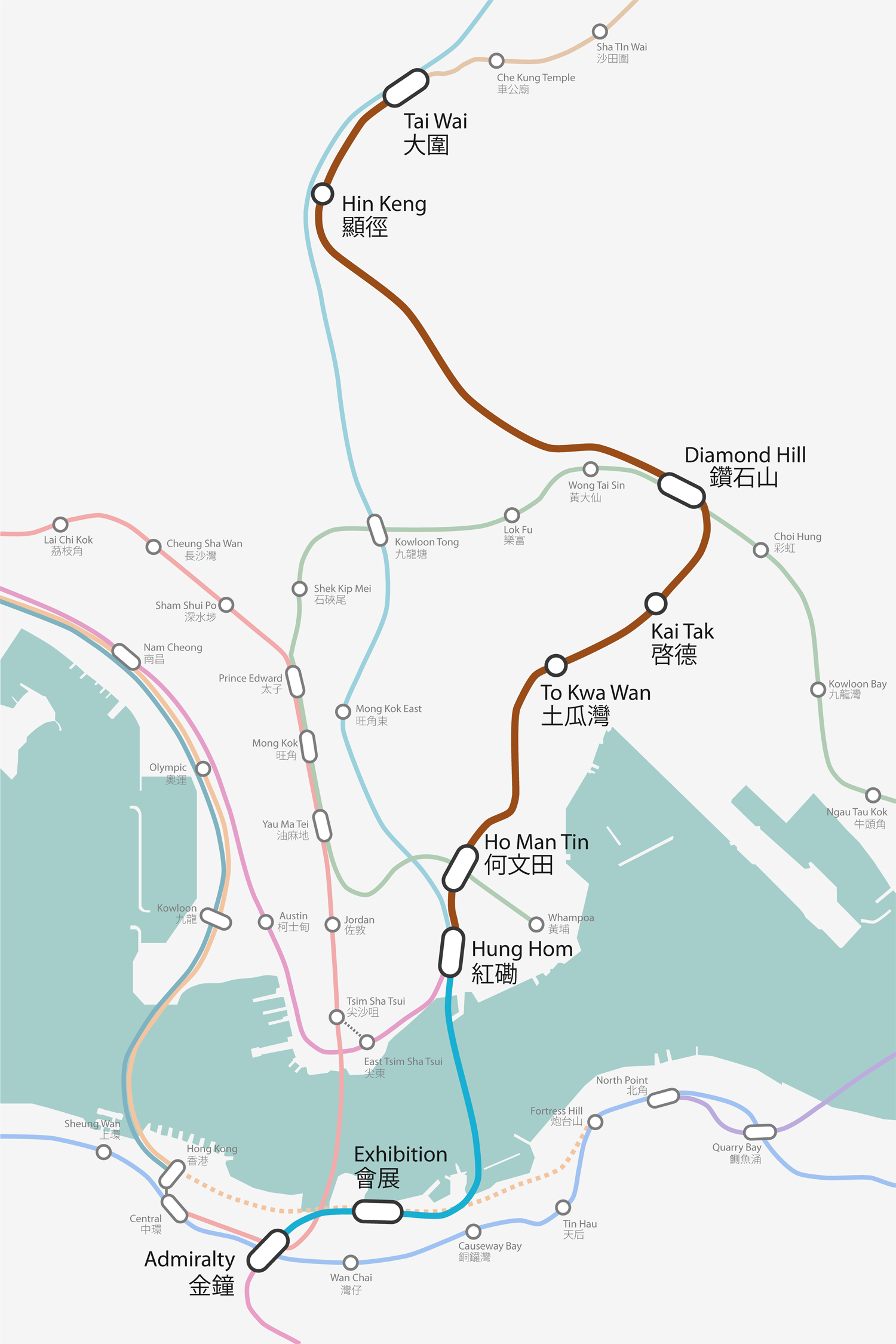
沙田至中環線の予定路線と駅

沙中線は香港で人口が最も多い新界・沙田から九龍半島東部を抜け、ヴィクトリア・ハーバーを海底トンネルで横断し香港島の中環（セントラル）エリアに至る、全長約17キロの路線である。
区間は10カ所に駅を設置。区間は二期の建設期間に分けられ、第一期は大囲 - 紅磡間、第二期は紅磡 - 金鐘間となる。
うち乗換駅が大囲駅（東鉄線）、鑽石山駅（観塘線）、何文田駅（観塘線）、紅磡駅（東鉄線・中国直通列車）、会展駅（北港島線・計画中）金鐘駅（荃湾線、港島線、南港島線）である。
第一期区間の大囲 - 紅磡間（2018年5月以前は東西走廊と呼称）は開業時より馬鞍山線及び西鉄線と直通し、屯馬線として一体化された運行が行われる。第二期区間の紅磡 - 金鐘間（2018年5月以前は南北走廊と呼称）は開業時より紅磡駅から東鉄線に直通し、名称も東鉄線が踏襲される。
2020年2月14日、大囲 - 啓徳間が開業した。
2021年6月27日、啓徳 - 紅磡間が開業した。
2022年5月15日、紅磡 - 金鐘間が開業した。これにより、10年間に渡ったこの計画の全ての工事が終了した。

## 使用予定の車両

### 屯馬線
全て8両編成での運行となる。
- SP1900形 - 川崎重工業および近畿車輛で製造。一部車両は東鉄線から転属予定である。
- 港鉄屯馬線中国製列車（C-Train）- 中国・中車長春軌道客車（CRRC）で製造。2017年より馬鞍山線にて運行されている。

### 東鉄線
- 香港東鉄線現代ロテム電車（R-Train） - 2022年運行開始。

これによって既存のメトロキャメル電車は引退、SP1900形は屯馬線へ転属となった。

## 駅一覧
| 駅名             | 駅名             | 駅名             | 駅名              | 開業年月日       | 駅間キロ (km)    | 累計キロ (km)    | 乗り換え                  | 所在地           | 所在地           |
| 日本語           | 繁体字香港語     | 簡体字中国語     | 英語              | 開業年月日       | 駅間キロ (km)    | 累計キロ (km)    | 乗り換え                  | 所在地           | 所在地           |
| 屯馬線(東西走廊) | 屯馬線(東西走廊) | 屯馬線(東西走廊) | 屯馬線(東西走廊)  | 屯馬線(東西走廊) | 屯馬線(東西走廊) | 屯馬線(東西走廊) | 屯馬線(東西走廊)          | 屯馬線(東西走廊) | 屯馬線(東西走廊) |
| ---------------- | ---------------- | ---------------- | ----------------- | ---------------- | ---------------- | ---------------- | ------------------------- | ---------------- | ---------------- |
| 大囲駅           | 大圍站           | 大围站           | Tai Wai           | 2004年12月21日   |                  |                  | ■東鉄線 ■馬鞍山線(直通)   | 香港 特別行政区  | 沙田区           |
| 顕径駅           | 顯徑站           | 显径站           | Hin Keng          | 2020年2月14日    |                  |                  |                           | 香港 特別行政区  | 沙田区           |
| 鑽石山駅         | 鑽石山站         | 钻石山站         | Diamond Hill      | 2020年2月14日    |                  |                  | ■観塘線                   | 香港 特別行政区  | 黄大仙区         |
| 啓徳駅           | 啟德站           | 启德站           | Kai Tak           | 2020年2月14日    |                  |                  |                           | 香港 特別行政区  | 九龍城区         |
| 宋皇台駅         | 宋皇臺站         | 宋皇台站         | Sung Wong Toi     | 2021年6月27日    |                  |                  |                           | 香港 特別行政区  | 九龍城区         |
| 土瓜湾駅         | 土瓜灣站         | 土瓜湾站         | To Kwa Wan        | 2021年6月27日    |                  |                  |                           | 香港 特別行政区  | 九龍城区         |
| 何文田駅         | 何文田站         | 何文田站         | Ho Man Tin        | 2021年6月27日    |                  |                  | ■観塘線                   | 香港 特別行政区  | 九龍城区         |
| 紅磡駅           | 紅磡站           | 红磡站           | Hung Hom          | 2021年6月20日    |                  |                  | ■東鉄線 ■西鉄線(直通)     | 香港 特別行政区  | 油尖旺区         |
| 東鉄線(南北走廊) |                  |                  |                   |                  |                  |                  |                           |                  |                  |
| 紅磡駅           | 紅磡站           | 红磡站           | Hung Hom          | 2022年5月15日    |                  |                  | ■東鉄線(直通) ■屯馬線     | 香港 特別行政区  | 油尖旺区         |
| 会展駅           | 會展站           | 会展站           | Exhibition Centre | 2022年5月15日    |                  |                  |                           | 香港 特別行政区  | 湾仔区           |
| 金鐘駅           | 金鐘站           | 金钟站           | Admiralty         | 2016年12月28日   |                  |                  | ■荃湾線 ■港島線 ■南港島線 | 香港 特別行政区  | 中西区           |

- 背景色が■かつ斜字体で示す駅は未開業の駅。

## 諸問題
建設費の増大が問題になっている。当初、立法会は沙中線の建設予算として714億香港ドル（約7,344億円）の支出を承認した。しかしながら、2012年3月まで、建設コストと路線の変更によって、予算が798億香港ドルに増額している。2017年12月までに、建設コストと路線の変更によって予算が971億香港ドルに増額している。。
また、構造物の手抜き工事が問題になり、2018年8月にはMTRのリンカーン・リョン（梁国権）CEOが退任する事態にもなった。